# Mauricio Soler
Juan Mauricio Soler Hernández (Ramiriquí, 14 gennaio 1983) è un ex ciclista su strada colombiano.
Professionista dal 2005 al 2012, ha vinto la classifica scalatori al Tour de France 2007.
Soprannominato El Lancero, aveva caratteristiche di scalatore.

## Carriera

### I primi anni
Proviene da una famiglia di modeste origini, quinto di cinque figli, il padre Manuel Antonio contadino, la madre María del Carmen casalinga; cominciò a gareggiare all'età di 17 anni dopo aver vinto un circuito ciclistico tenutosi nel suo paese, Ramiriquí, nel dipartimento di Boyacá. Benché i genitori fossero inizialmente restii a lasciarlo intraprendere l'attività sportiva – il fratello Omar aveva gareggiato per due anni ma aveva poi lasciato – ricevette la loro approvazione, e negli anni subito seguenti fece suoi, in patria, numerosi titoli giovanili.
Passò professionista nel 2005 con la 05-Orbitel, squadra colombiana di categoria Elite 2, aggiudicandosi diverse corse, la Clásica de Pasca, la Clásica de Tunja e una tappa alla Vuelta a Colombia, gara inserita nel calendario UCI America Tour 2005. Per la stagione 2006 si trasferì in Italia, all'Acqua & Sapone di Palmiro Masciarelli, riuscendo ad ottenere altri due successi, i primi per lui in Europa, una tappa e la classifica finale del Circuit de Lorraine.

### Il 2007
Dal 2007 al 2009 militò nella Barloworld. Nel marzo 2007 si piazzò secondo, alle spalle di Danilo Di Luca, nella Milano-Torino. In luglio fu invece protagonista al Tour de France: dopo essersi classificato quinto al termine della settima tappa, ottenne la vittoria nella nona tappa, quella con il Colle dell'Iseran (il più alto in tale edizione del Tour), il Télégraphe e il Galibier, giungendo primo in solitaria a Briançon. Seppe poi tenere il passo dei migliori nelle salite, duellando con Michael Rasmussen per la maglia a pois e superando il rivale in tale graduatoria al termine della 16ª frazione; il ritiro dalla corsa del danese nella serata subito seguente al sorpasso gli permise di arrivare a Parigi come migliore scalatore del Tour 2007, e con ben 78 punti di vantaggio sul secondo, Alberto Contador. Nella classifica generale concluse invece undicesimo, a 16'51" proprio da Contador, mentre fu secondo in quella riservata ai giovani.
In agosto riuscì ad imporsi alla Vuelta Burgos con 2 secondi sullo spagnolo Alejandro Valverde. Solo quattro giorni dopo, però, cadde nel corso della Coppa Agostoni, venendo ricoverato in ospedale per accertamenti; anche per le conseguenze di una botta al ginocchio decise, su suggerimento dello staff del team, di chiudere in anticipo la stagione. Sofferente di tendinite, nel mese seguente si sottopose ad un intervento di microchirurgia per ricostruire la cartilagine del polso destro; trascorse poi il periodo di convalescenza tra la Colombia e la Toscana. In dicembre – a coronamento della stagione – venne eletto, tramite un sondaggio su internet del quotidiano El Espectador, sportivo colombiano dell'anno.

### Dal 2008 al 2010
Nel 2008, come nella seconda parte del 2007, fu ancora sfortunato: al Giro d'Italia, dove si presentava con ambizioni di classifica, cadde e si procurò una frattura al braccio sinistro. Due mesi dopo, al Tour de France, cadde nella prima tappa, battendo lo stesso braccio rotto al Giro e perdendo diversi minuti, e così pure nella frazione successiva: si ritirò pochi chilometri dopo il via della 5ª tappa, dopo essere caduto nuovamente prima del raduno di partenza.
Al Giro d'Italia 2009 cadde nuovamente: nella volata finale della terza frazione, a Valdobbiadene, andò infatti a terra dopo essersi urtato con un altro ciclista. L'indomani, nella tappa di San Martino di Castrozza, andò all'attacco con uno scatto ai 2 chilometri dall'arrivo ma venne ripreso e superato negli ultimi metri da Di Luca, Garzelli e Pellizotti, concludendo quarto (poi terzo per la squalifica di Di Luca). Diede forfait durante la 16ª tappa. Nel 2010 si trasferì alla Caisse d'Epargne, formazione ProTour spagnola, ma in stagione non andò oltre un secondo posto di tappa alla Vuelta a Castilla y León.

### Dal 2011 al 2012
Ritornò alla vittoria nel giugno 2011, vincendo la seconda frazione del Tour de Suisse, grazie ad un attacco in solitaria nel finale di corsa, e vestendo la maglia oro di leader della generale. Il 16 giugno, durante la sesta tappa della corsa svizzera, fu però vittima di una caduta in discesa che lo portò a impattare violentemente contro un muretto e a riportare fratture multiple, di cui una al cranio, con edema cerebrale. Trasportato all'ospedale di San Gallo, venne tenuto per alcuni giorni in coma farmacologico, prima di essere dichiarato fuori pericolo di vita.
Il 9 luglio venne trasportato alla Clínica Universitaria de Navarra di Pamplona, in Spagna, e una decina di giorni dopo poté lasciare l'unità di terapia intensiva, dopo aver ricominciato a parlare. Il 14 ottobre, dopo quattro mesi di ricovero, lasciò l'ospedale spagnolo per fare ritorno a casa, in Colombia, e stare vicino alla moglie Patricia Flórez, al figlio Juan Mauricio, nato nel 2010, e agli altri familiari.
Qui continuò la riabilitazione – riprendere la mobilità e l'utilizzo della parola – collaborando con la Clínica La Sabana di Chía.
Dopo che nell'aprile 2012 i medici e il neurologo che lo avevano avuto in cura a Pamplona gli avevano sconsigliato il ritorno alle competizioni, il 18 luglio dello stesso anno Soler annunciò ufficialmente il suo ritiro dal mondo delle corse professionistiche. Sette nel complesso i successi da lui ottenuti in sei stagioni e mezza da pro.

## Palmarès
- 2001 (Juniores)

Classifica generale Vuelta del Porvenir de Colombia
- 2002 (Under-23)

4ª tappa Vuelta de la Juventud Colombia (Armenia)
- 2003 (Under-23)

2ª tappa Vuelta de la Juventud Colombia (Paipa > Zipaquirá)
- 2004 (Under-23)

1ª tappa Clasica Alcaldía de Pasca (Fusagasuga > Pasca)
1ª tappa Vuelta de la Juventud Colombia (Soacha)
Classifica generale Vuelta de la Juventud Colombia
- 2005 (05-Orbitel, una vittoria)

14ª tappa Vuelta a Colombia (Bogotà > Bogotà)
- 2006 (Acqua & Sapone - Caffè Mokambo, due vittorie)

2ª tappa Circuit de Lorraine (Blénod-lès-Pont-à-Mousson > Gerardmer)
Classifica generale Circuit de Lorraine
- 2007 (Barloworld, tre vittorie)

2ª tappa Vuelta a Burgos (Areniscas de los Pinares > Lagunas de Neila)
Classifica generale Vuelta a Burgos
9ª tappa Tour de France (Val-d'Isère > Briançon)
- 2011 (Movistar Team, una vittoria)

2ª tappa Tour de Suisse (Airolo > Crans-Montana)

### Altri successi
- 2005 (05-Orbitel)

Classifica generale Clásica Club Deportivo Boyacá
1ª tappa Clasica Alcaldía de Pasca (Pasca)
2ª tappa Clasica Alcaldía de Pasca (Cabrera)
1ª tappa Clasica Alcaldía de Pasca (Agua de Dios > El Charquito)
Classifica generale Clasica Alcaldía de Pasca
5ª tappa Vuelta a Boyacà (Siachoque > Jenesano)
1ª tappa GP Cootranspensilvania
2ª tappa, 1ª semitappa GP Cootranspensilvania
Classifica generale GP Cootranspensilvania
- 2007 (Barloworld)

Classifica scalatori Tour de France
Profronde van Oostvoorne
- 2008 (Barloworld)

1ª tappa Circuito de Combita (Combita > Combita)
Classifica generale Circuito de Combita
- 2009 (Barloworld)

Classifica scalatori Settimana Ciclistica Lombarda
Circuito Ciclístico Ferias y Fiestas de Tuta

## Piazzamenti

### Grandi Giri
- Giro d'Italia

2008: ritirato (11ª tappa)
2009: ritirato (16ª tappa)
- Tour de France

2007: 10º
2008: ritirato (5ª tappa)

### Classiche monumento
- Milano-Sanremo

2006: 125°
2008: 119°
- Liegi-Bastogne-Liegi

2007: 51°
2008: 21°
- Giro di Lombardia

2008: 33°
2010: ritirato

### Competizioni mondiali
- Campionati del mondo

Salisburgo 2006 - In linea Elite: ritirato
Varese 2008 - In linea Elite: ritirato
Varese 2008 - Cronometro Elite: non partito